# Safmar
Le groupe industriel et financier Safmar (en russe Промышленно-финансовая группа «Сафмар» — российский многоотраслевой конгломерат) est une entreprise russes côté en bourse. Elle fut fondée et dirigée par Mikhaïl Goutseriev, oligarque russe né en 1958, dont la fortune est estimée à 2.9 milliards de $US. 

## Activités

### Industrie lourde
Cette activité inclus la production pétrolière, du raffinage du pétrole, du charbon et de la potasse.
Les actifs industriels du groupe comprennent :
- Roussneft :
- holding pétrolière JSC NK Neftisa.

### Activité hôtelière
Le Mariot grand hôtel de Moscou.

### Médias
Ses activités médiatiques regroupent des stations de radio et chaînes de télévision comme : 
- Radio chanson «Радио Шансон» ;
- Radio Datcha «Радио Дача» ;
- Vesna RM «Весна ФМ» ;
- Vostok FM «Восток ФМ» ;
- Love radio ;
- Radio coup russe «Русский Хит»;
- Radio taxi «Такси ФМ».

- TV Frapper «Шлягер» ;
- TV Classic ;
- TV Hits ;
- TV Deluxe ;
- TV Kazakhstan.